# کنترل مرزی
کنترل مرزی به مجموعه فعالیت‌های حکومت‌ها برای بررسی و تنظیم رفت‌وآمدهای انسان‌ها، حیوانات و کالاها در اطراف مرزهای زمینی، هوایی و دریایی اشاره دارد.

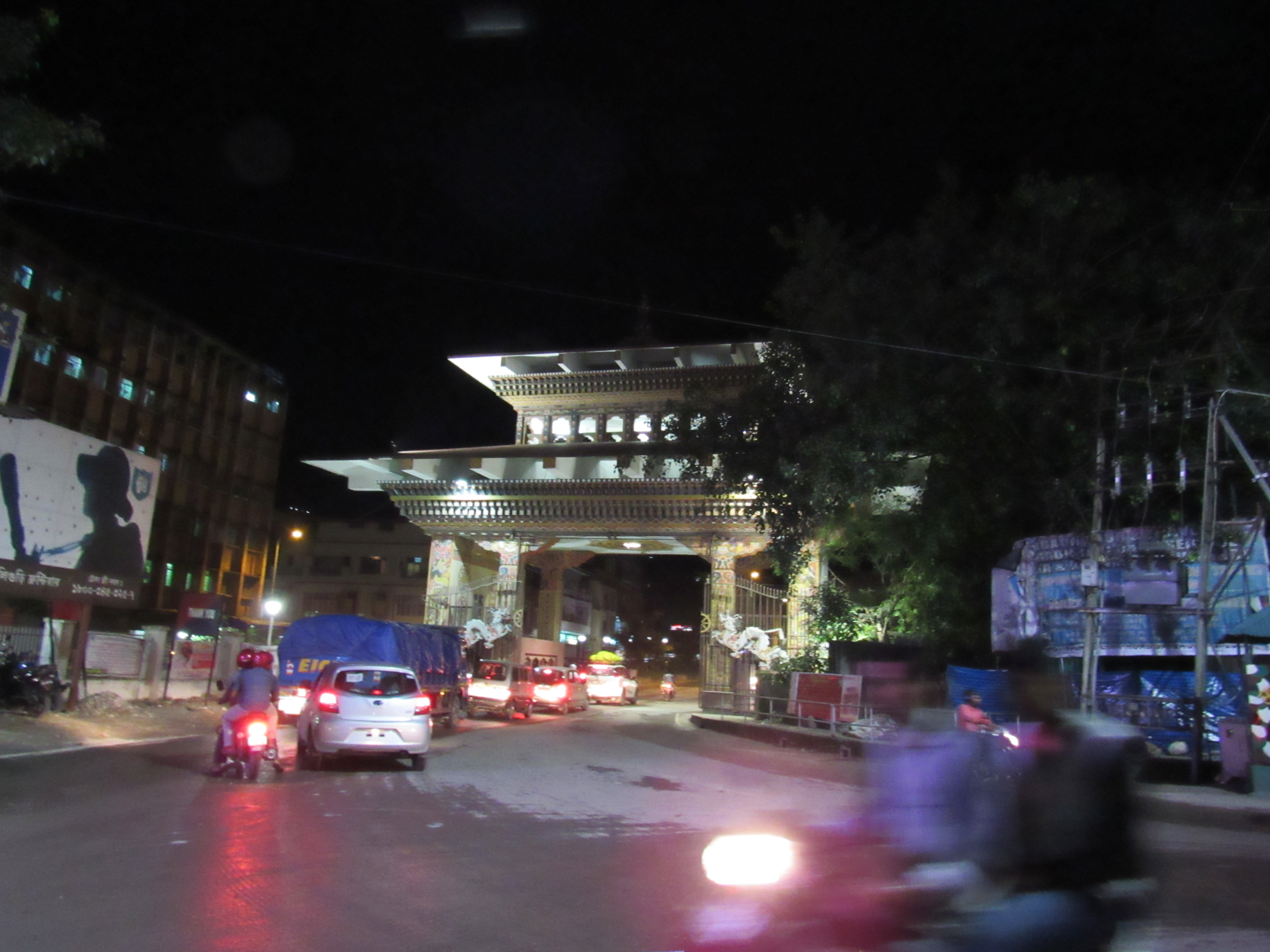

علی‌رغم اینکه کنترل‌های مرزی معمولا در مورد مرزهای بین‌المللی صورت می‌گیرند، اما در برخی شرایط در یک کشور واحد و در مرزهای درونی کشور نیز برخی کنترل‌ها اعمال می‌شوند‌.
اقدامات کنترل مرزی اهداف مختلفی را دنبال می‌کنند، از اجرای مقررات گمرکی، بهداشتی و زیست‌محیطی گرفته تا محدود کردن مهاجرت. در حالی که اکثر مرزهای داخلی درون کشورها آزاد و بدون نگهبان هستند، مرزهای دیگر از جمله مرزهای بین‌المللی میان کشورها به شدت کنترل و نگهبانی می‌شوند و گذر قانونی از آن مرزها فقط از طریق برخی ایستگاه‌های بازرسی مشخص قابل انجام است. کنترل‌های مرزی در قرن بیست‌ویکم، کاملا با سازوکارهایی چون ویزا، مدارک مسافرتی، گذرنامه‌ها و سیاست‌های پیچیده که در کشورهای مختلف، متفاوت هستند، درهم‌تنیده شده‌اند.